# 唐纪良
唐纪良（1957年3月—），男，汉族，广西平乐人，中华人民共和国学者，中国共产党党员。

## 生平
1989年4月，毕业于英国东英吉利亚大学约翰英纳斯研究所，获博士学位。1989年4月，回到广西农学院工作，曾任广西农业大学校长。1997年3月至2012年6月，任广西大学校长、党委副书记。
2008年，当选第十一届全国政协委员，代表科学技术界，分入第三十组。